# الزراعة في أيرلندا

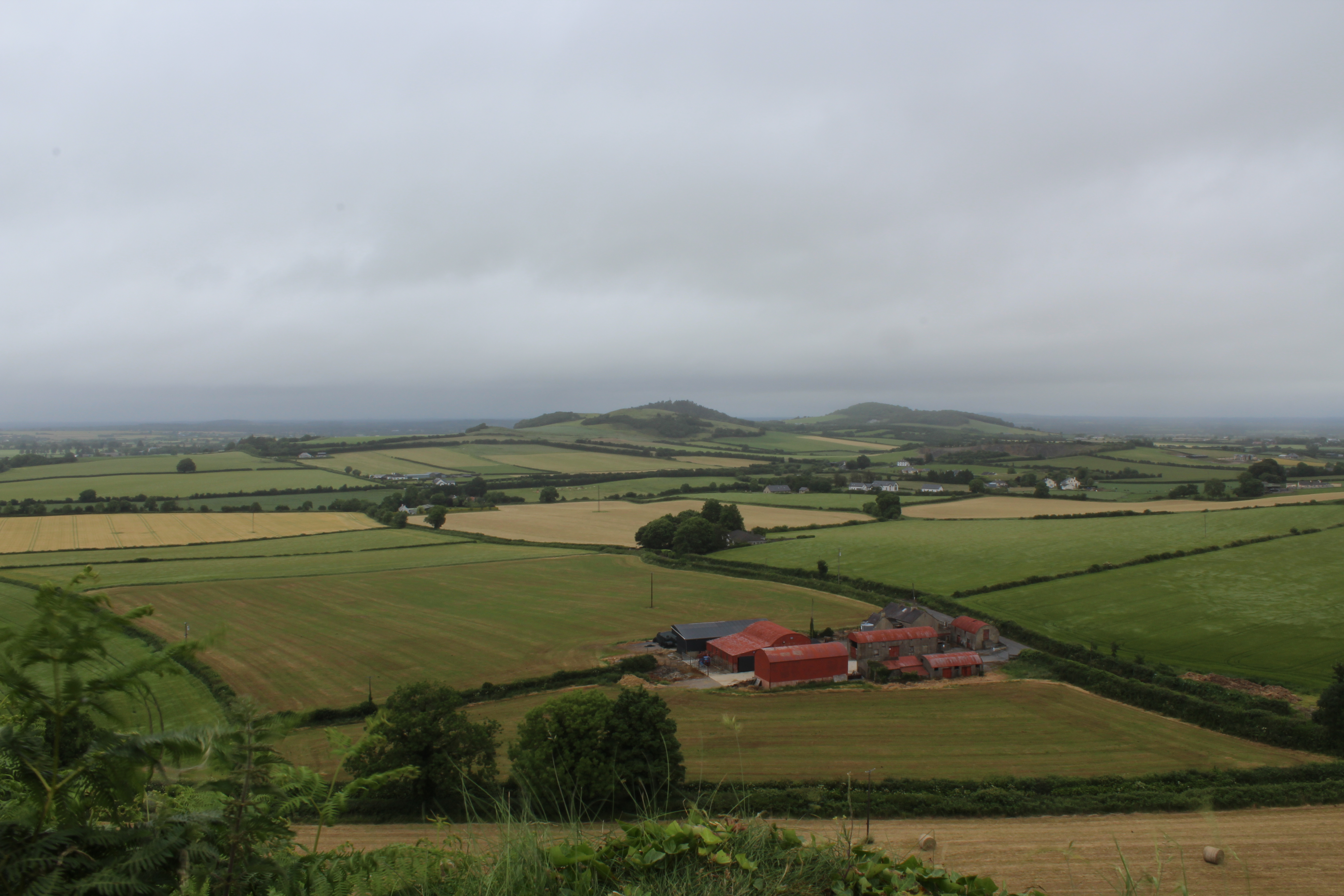
حقول المحاصيل ومزرعة في مقاطعة Laois

الزراعة في "إيرلندا" بدأت خلال العصر الحجري الحديث، عندما شرع سكان الجزيرة في ممارسة تربية الحيوانات وزراعة الحبوب، ومن أبرز المحاصيل التي زُرعت خلال ذلك العصر:-"الشعير والقمح".
عقب قانوني الاتحاد لسنة "1800"، شارك غالبية العمال الريفيين في إيرلندا في القطاع الزراعي من اقتصاد البلاد.

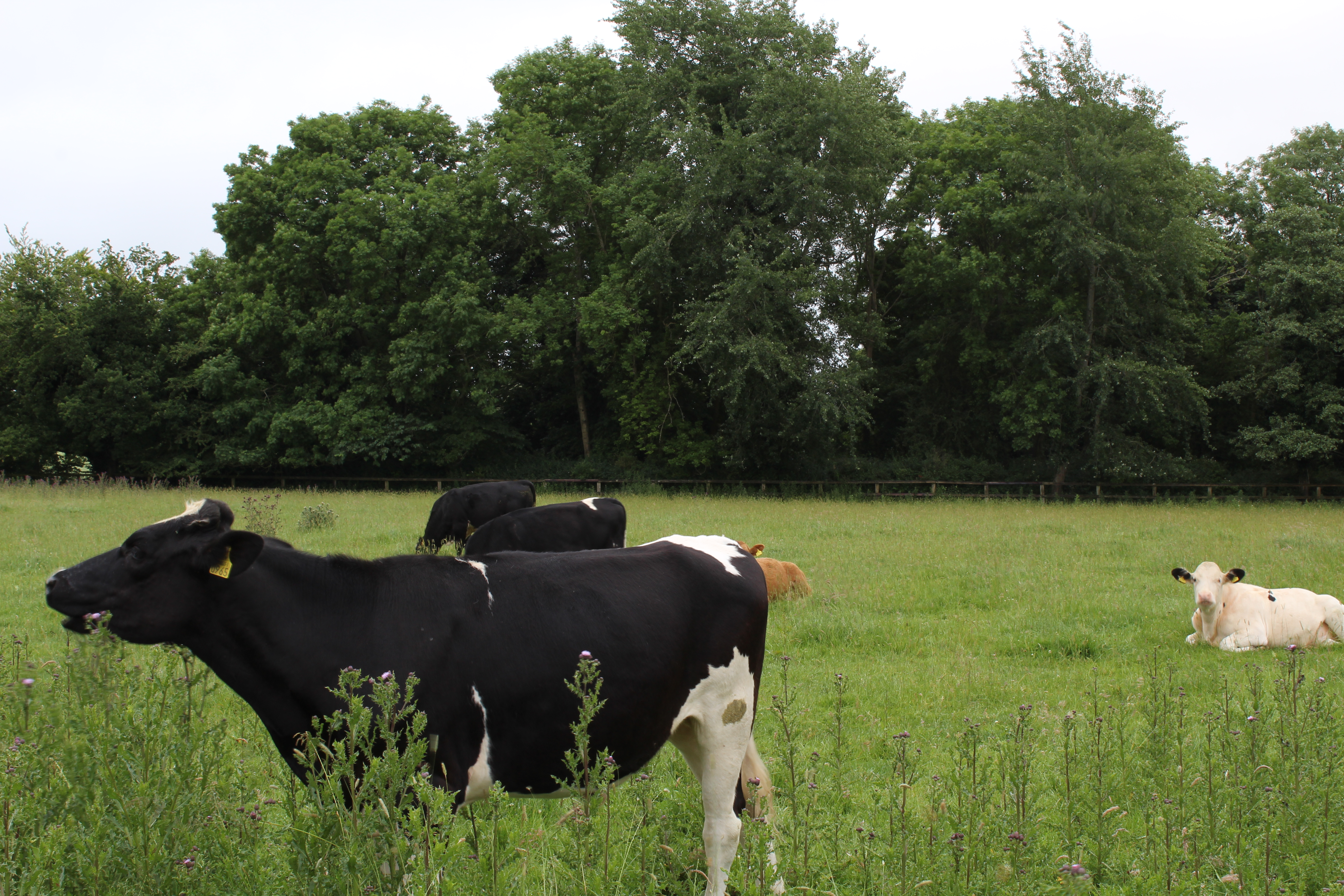
الأبقار في مقاطعة "كيلدير-أيرلندا".

## تاريخ

### "عصور ما قبل التاريخ والتاريخ المبكر"
منذ العصر الجليدي أدت التكوينات الجيولوجية الأساسية في "جزيرة إيرلندا" إلى نشأة تربة غنية بالمعادن القاعدية، وممّا ساعد في ذلك أيضًا المناخ البحري المعتدل، مما جعل الجزيرة مكانًا مناسبًا جدًا لزراعة الأعشاب وتربية الماشية، وتتميز التربة في "إيرلندا" بنشاطها البيولوجي، وهي عادةً معتدلة الغسل (أي ليست شديدة الفقدان للعناصر الغذائية بفعل المياه).
خلال العصر الحجري الحديث في إيرلندا، والذي امتد تقريبًا من سنة 4000 قبل الميلاد إلى 2500 قبل الميلاد، شهدت إيرلندا أولى مظاهر تربية الحيوانات وزراعة الحبوب، شهد هذا العصر إدخال الأبقار والأغنام كحيوانات مستأنسة إلى "إيرلندا"، كما شهد بداية إنتاج الألبان فيها، لم تكن الثدييات العاشبة الكبيرة، مثل الأيائل الأوروبية والأوروكس (نوع من الماشية البرية)، موجودة طبيعيًا في الجزيرة في ذلك الوقت، مما يُبرز أهمية تربية الأبقار كمصدرٍ للغذاء.
كانت المحاصيل الرئيسية خلال العصر الحجري الحديث في "إيرلندا" هي أنواع من "الشعير والقمح".

### "المجاعة الكبرى"

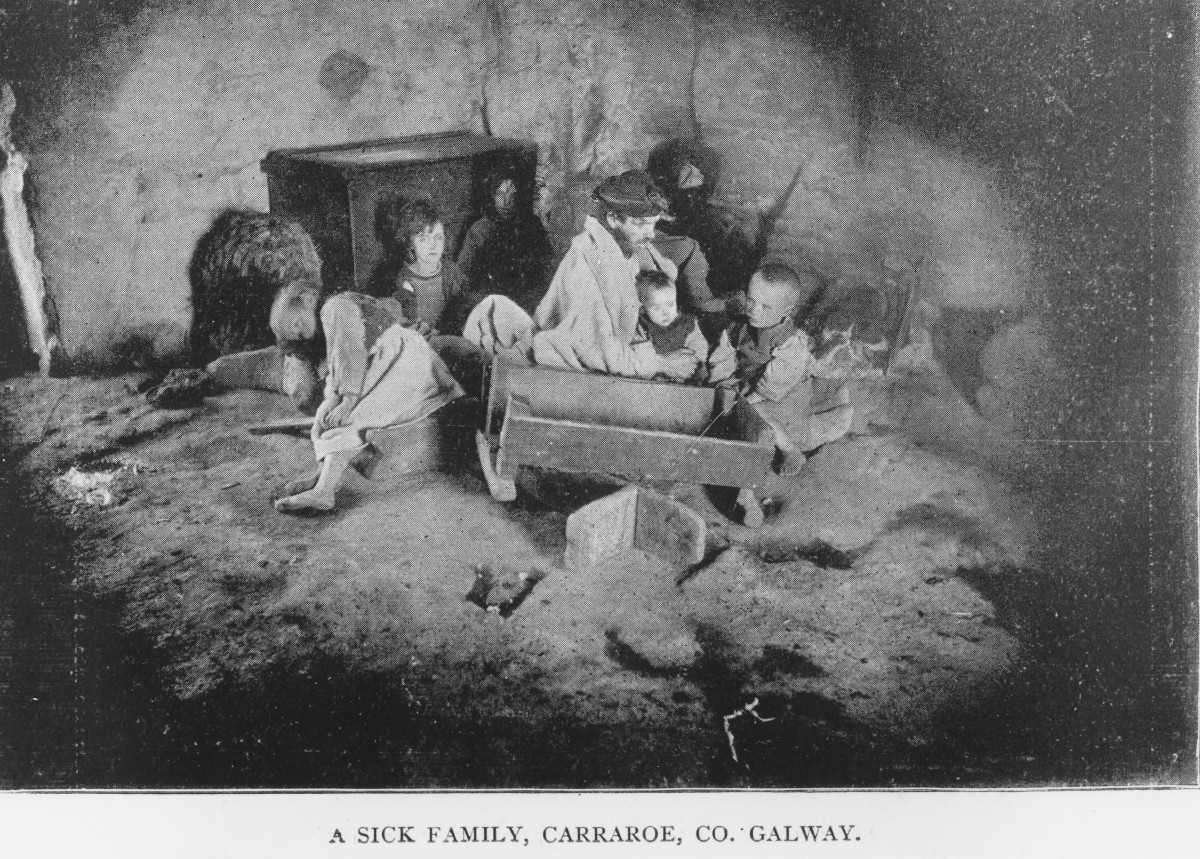
عائلة أيرلندية جائعة من كارارو "مقاطعة غالواي"خلال المجاعة الكبرى في"أيرلندا".

بين عامي 1821 و1841، شهدت الزراعة في "أيرلندا" زيادة بمقدار النصف، وكان من الضروري تغطية التكاليف من خلال نمو سنوي كان من الصعب تحقيقه بنسبة 1٪ في الإنتاج، في عام 1845 كانت البطاطا تشكل أقل من ثلث المساحة المزروعة في "أيرلندا"، وكانت المصدر الغذائي الأساسي الذي يعتمد عليه ثلاثة ملايين شخص بشكل حصري.
في ثلاثينيات وأربعينيات القرن التاسع عشر، تم تصدير جزء كبير من الماشية، بالإضافة إلى ما يصل إلى ربع الحبوب التي تم إنتاجها في البلاد.

### زراعة الألبان

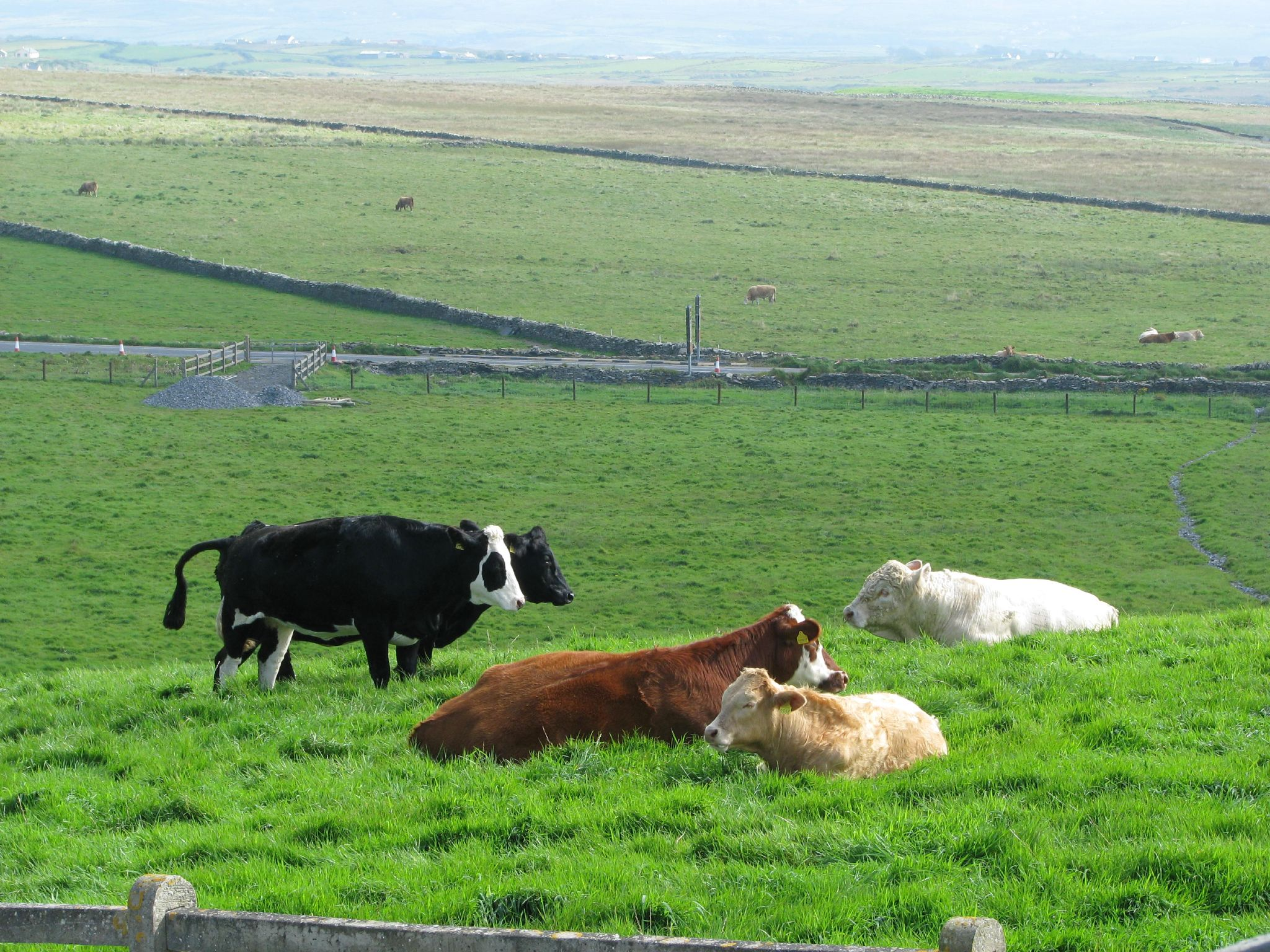
الماشية الأيرلندية